# Norberčany
Norberčany – miejscowość i gmina (obec) w Czechach, w kraju ołomunieckim, w powiecie Ołomuniec. W 2022 roku liczyła 246 mieszkańców.

## Części gminy
- Norberčany
- Nová Véska
- Stará Libavá
- Trhavice[potrzebny przypis]